# Entodon stereophylloides
Entodon stereophylloides là một loài rêu trong họ Entodontaceae. Loài này được Broth. mô tả khoa học đầu tiên năm 1901.